# 冠達郵輪
丘纳德航运（英語：Cunard Line），成立於1840年，是一家拥有百年历史的英美合资客运航运公司，总部位于英国的南安普顿。由于冠达在20世纪后期经营的大型远洋班轮都以英国的女王和王后命名，因此在中文里也俗称为“皇后班轮”。“Cunard”按照英語讀音音譯為“丘纳德”，其他翻譯包括庫纳德、卡纳德、康納德、喬納德、古納、克納德等。
在多次并购案后，如今冠达由英国嘉年华公司（Carnival UK）运营，其母公司是英美合资嘉年华公司（Carnival Corporateion & plc）。自2001年起，冠达公司及其三艘船只的注册地为百慕大的哈密尔顿。
由于英国政府要求，冠达航运在1934年与另一家老牌轮船公司白星航运合并，合并公司名称一度改为冠达-白星航运（英語：Cunard White-Star Line），冠达持有其2/3的股份，直到1947年冠达买下白星航运的所有股权之后才将白星航运从公司名称中拿掉；不过因为这次并购，冠达航运继承了白星航运的一部分历史和传承。20世纪初，冠达-白星拥有世界上最繁忙的远洋航线北大西洋航线上的最著名的“超级客轮”，例如伊丽莎白皇后号及瑪麗皇后號，是大西洋航线上最大的客运公司。
冠达历史上曾兼营客运、客货运及货运船，直到1996年将最后一艘货船出售后专营客运船。第二次世界大战之后，冠达恢复了最大的大西洋客运公司的地位，50年代拥有12艘穿梭欧洲和美国及加拿大的客轮。但1958年起，由于喷气式客机的出现，远洋客运的盈利状况很快恶化。冠达在60年代曾尝试运营航空客运，但在1966年退出航空市场。1968年开始冠达停止全年经营的定期航线，开始兼营游航及夏季穿梭大西洋的度假航行。两艘“皇后号”远洋班轮由一艘伊莉莎白女王二號（QE2）代替，这艘新船的设计兼顾两种航运的需要。2004年，玛丽皇后二号（QM2）替代了伊莉莎白女王二號运营跨大西洋航线。冠达同时也运营两艘游轮维多利亚女皇号和伊丽莎白皇后号。 当其过去的竞争对手一一走入历史的时候，丘纳德航运公司依然保持着企业特色，截至2019年冠达是唯一仍旧经营往返欧洲和北美洲的定期客运航线的船运公司。

## 辟谣

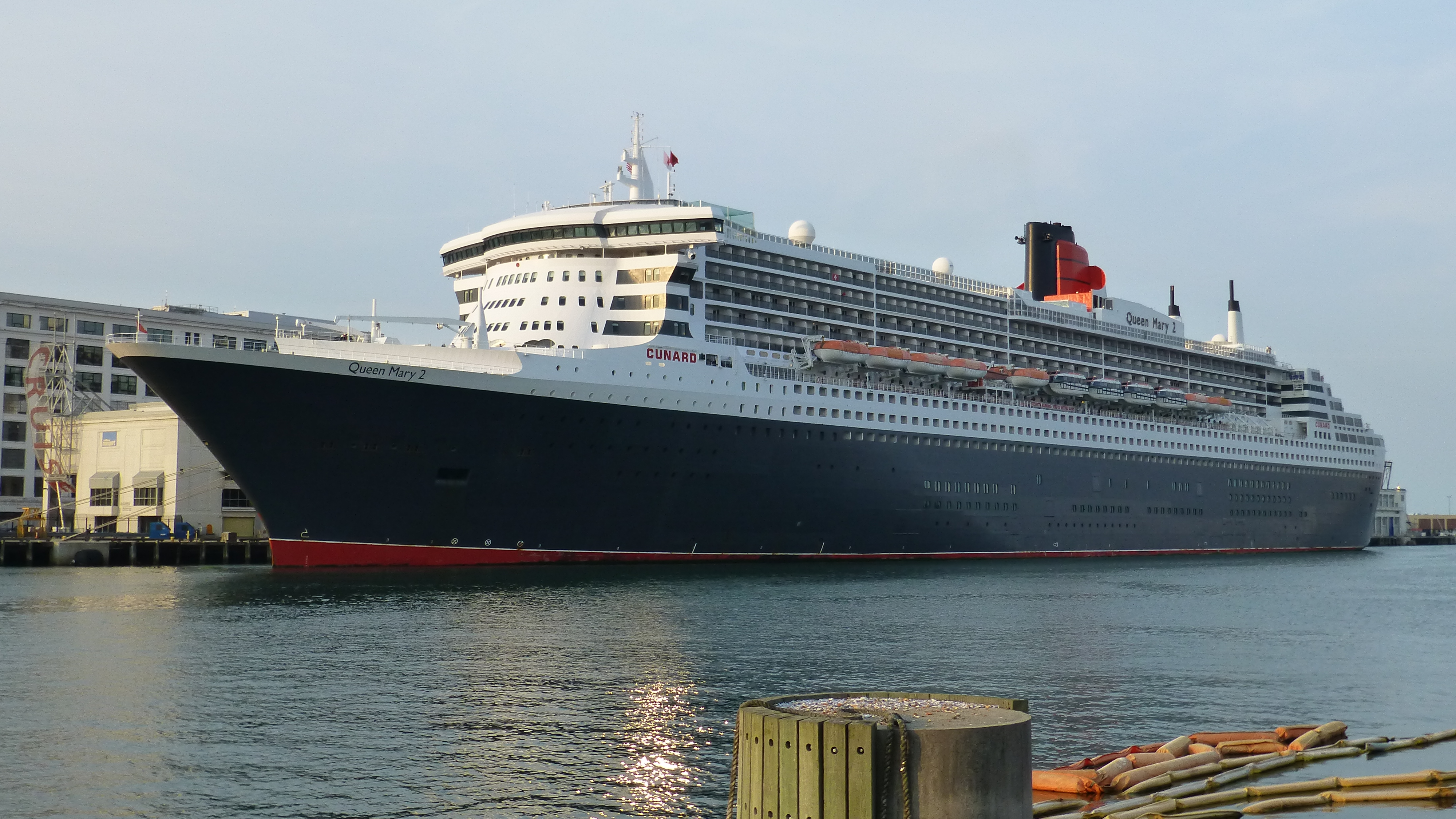
2004年启用的玛丽皇后二号（151,400总吨位）是世界上最大的远洋客轮，图为2015年在纪念冠达175周年的航行期间停泊在波士顿港。

曾有传言丘纳德航运公司旗下的玛丽皇后二号是唯一一艘远洋班轮，但据该公司官网资料显示，这艘船被称为“cruise ship”且没有被冠以“RMS”这一前缀。尽管玛丽皇后二号会每年定期举行一些跨大西洋航线，但这只是对公司传统的保持，是附加旅游营销模式，并非盈利主要来源，远洋班轮早已淘汰于时代的长河

## 歷史

### 早期发展

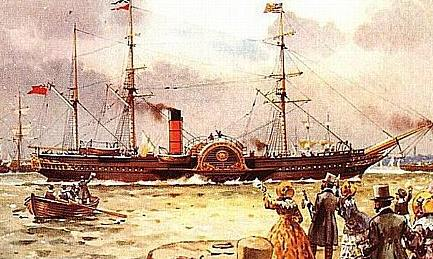
皇家邮政船不列颠尼亚号，1840年启用（1150总吨位），是第一艘专为跨大西洋航线建造的冠达远洋邮轮。

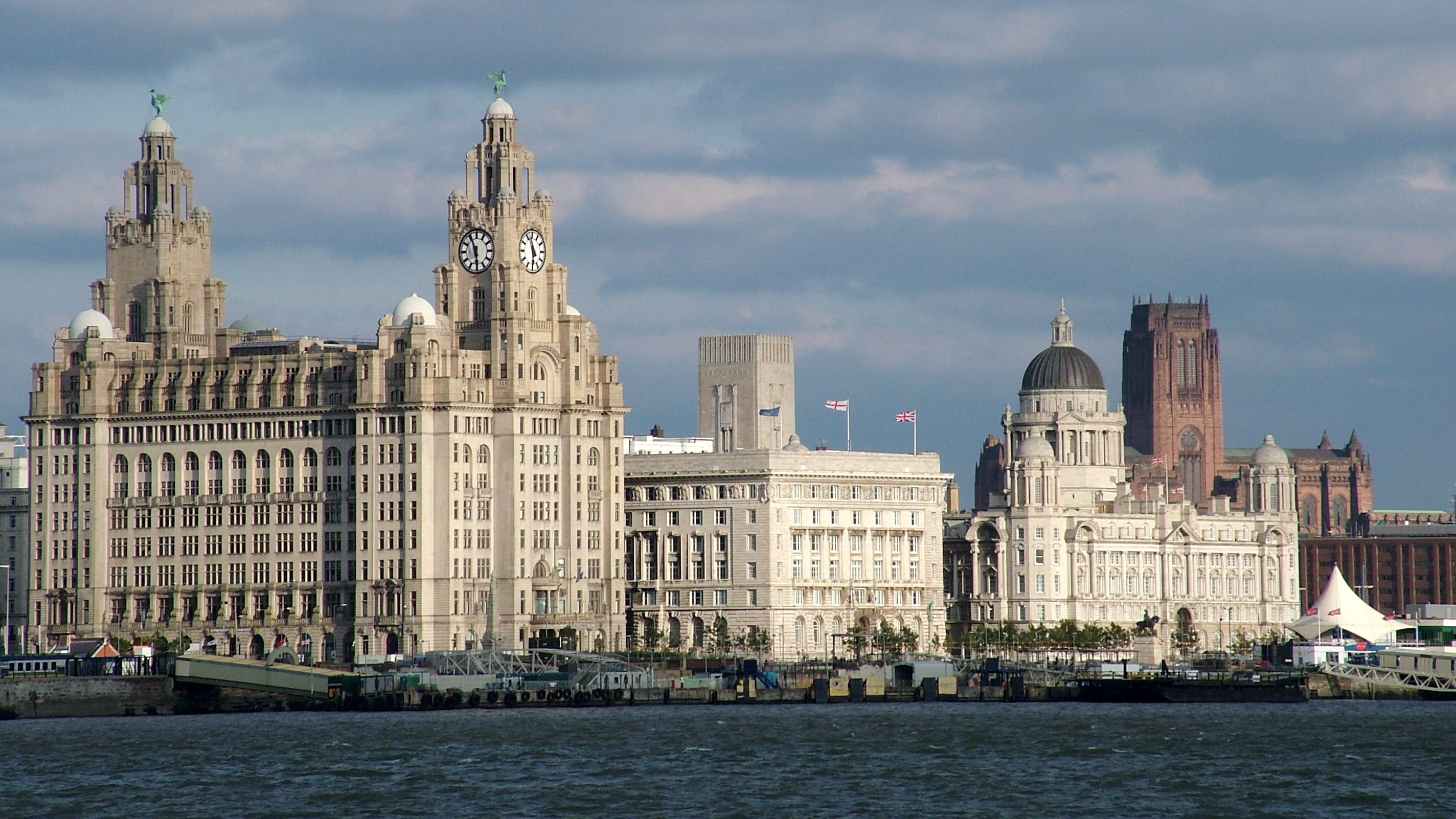
英國利物浦碼頭頂的三大建築物，居中的是冠達大廈。

1893年，塞米尔·丘纳德获得了英国第一个跨大西洋邮件业务的合约。他于第二年成立了“英国及北美皇家邮件包裹蒸汽轮公司”（British and North American Royal Mail Steam Packet Company）。该公司以四艘蒸汽船营运利物浦至休士顿的航线。在之后的三十年的大多数时间里里，该公司获得了跨大西洋最快速的蓝丝带奖（Blue Riband）。不过，到了19世纪70年代，它逐渐落后于包括白星航运公司在内的主要竞争对手。为了在竞争中获胜，公司正式将名称改为“丘纳德蒸汽轮公司”以获得更多資本。

### 1958年到1968年

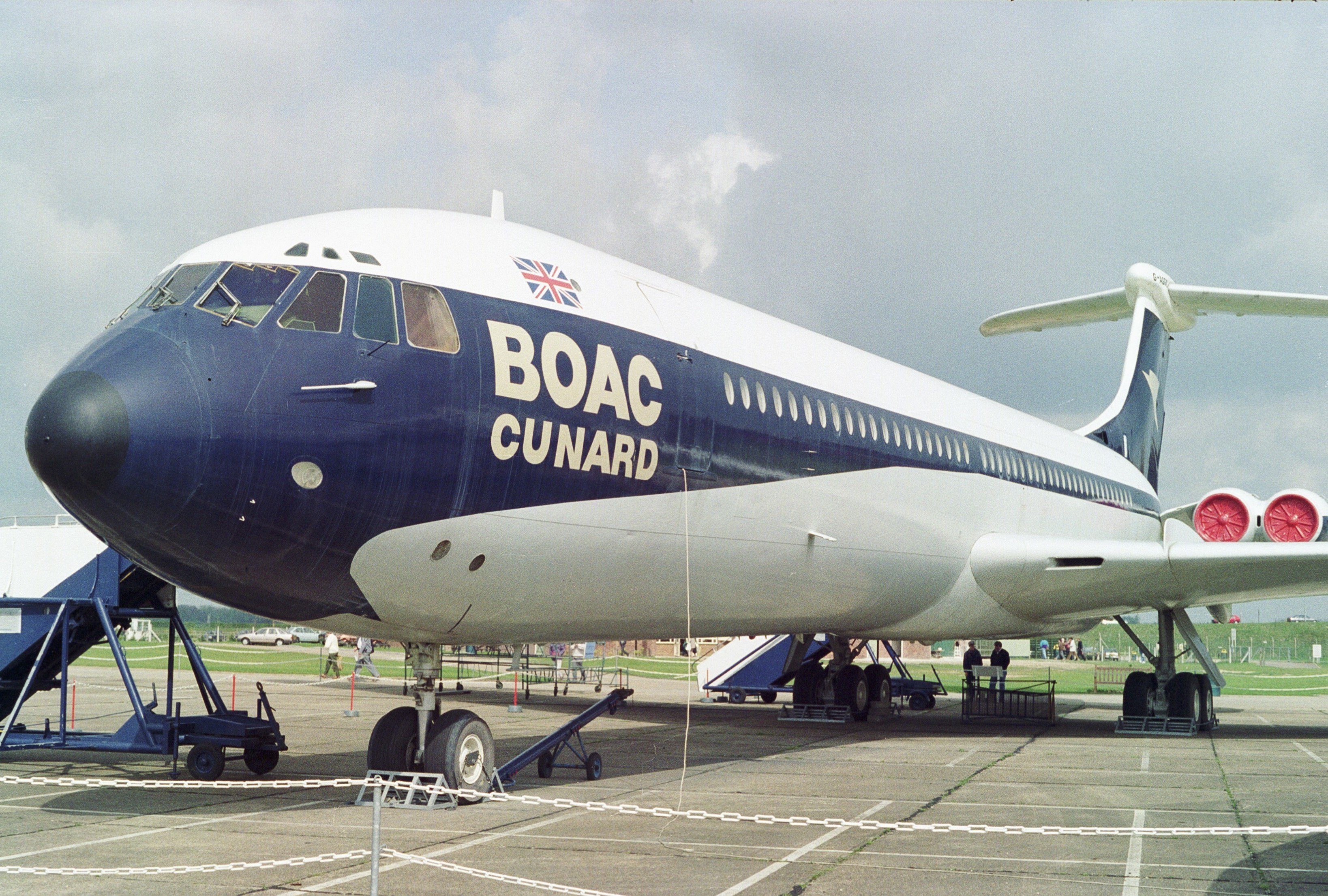
G-ASGC 維克超級VC10飛機

1958年噴射客機出現後僅僅10年後，大多數的傳統式大西洋定期客輪都已消失。冠達的茅利塔尼亞號在1965年退役，瑪麗皇后號和卡羅尼亞號1967年退役，伊麗莎白皇后號則堅持到1968年退役。冠達在1970年出售了兩艘中型定期客輪，另兩艘改造為游輪。1960年，冠達购入英国之鹰（British Eagle）航空公司60%股份，将其改名“冠达鹰航空公司”。冠达鹰利用冠达的注资更新其机队，成为第一家全部使用喷射客机的英国民营航空公司。 同时，冠達在1962年與冠达鹰的主要竞争对手，国营英國海外航空合資建立英國海外冠達航空（BOAC-Cunard Ltd）經營飛往北美、加勒比和南美的定期航空航綫，并将冠达鹰的长途航线拨给英國海外冠達航空，但這一嘗試僅維持到1966年告終，至此冠达的航空业务告终。這一時期的冠達船隻在冠達船旗下懸挂白星船旗，直到1968年白星航運的游牧人號（Nomadic）退役，此後冠達停用了原白星航運和冠達白星的標志。

### 1998年至今
1998年，嘉年华游轮公司收购了冠达68%的股权，价值4.25亿美元。次年， 嘉年华以2.05亿美元的代价收购了冠达余数股权。（后来嘉年华以船只状况比披露的要差为由控诉前东主克瓦纳（Kværner）并获得5000万美元的退款。）按照嘉年华的管理部署，旗下的每个游轮公司都有分別针对的市场划分，收购冠达时的计划是将其重整为英国传统式的豪华（luxury）游轮品牌。冠达因此采用了新的标语“推动文明，自1840年起”（Advancing Civilization Since 1840），并在广告中力求强调远洋航海的优雅和神秘气质。原来的冠达船只只有伊莉莎白女王二號和卡罗尼亚号（Caronia）继续用冠达品牌运营，同时公司启动“玛丽皇后计划”，建造新的游轮，横跨大西洋航线仅作为传统致敬。
到2001年时，嘉年华是世界最大的游轮公司，第二第三位是皇家加勒比游轮公司和铁行公主游轮公司（P&O Princess Cruises，原为铁行轮船公司下属）。由于皇家加勒比与铁行公主同意合并，嘉年华对铁行公主发起敌意收购。嘉年华拒绝为了解决反垄断问题而出售冠达，最终欧洲和美国监管机构批准收购时也没有强制要求嘉年华出售冠达。收购铁行公主后，嘉年华将冠达总部并入铁行公主位于加州圣克拉丽塔的总部，行政、财务和技术部门合并。2009年嘉年华在英国南安普顿建造英国总部“嘉年华大楼”，并将冠达总部迁入嘉年华英国公司属下。
2004年，新建的玛丽皇后二号启用，代替了当时已有36年船龄的伊莉莎白女王二號运营北大西洋定期航线。冠达出售了卡罗尼亚号，并继续将伊莉莎白女王二號作为游轮运营直到2008年退役。2007年，冠达旗下新增了维多利亚女皇号，原为荷美游轮设计的威仕达（Vista）级游轮。为了强调新船继承了冠达的传统，船上设有一间小博物馆。2010年冠达又添置一艘威仕达级游轮伊丽莎白女皇号。
2010年，冠达任命了历史上第一名女性船长：英格·克莱恩·奥尔森船长（Inger Klein Olsen）。
2011年，冠达将旗下三艘船的注册地改为百慕大的汉密尔顿,是171年来公司第一次没有英国注册的船只。百慕大注册船只的船长有在公海上担任海上婚礼证婚人的权力，而英国注册船只没有之一特权，而海上婚礼是利润很高的市场。
2015年5月25日，为了纪念冠达创始175周年，冠达的三艘船（玛丽皇后二号，伊丽莎白皇后号，维多利亚女皇号）驶入梅西河上的利物浦港，在港内进行航行表演（包括180度转头），而皇家空军红箭飞行表演队亦出场经行飞越表演。2016年伊丽莎白皇后号又回到利物浦为丘纳德大厦百周年庆典献礼。

### 现有船队
| 船只                   | 竣工 | 服役时间 | 类型                        | 总吨位  | 备注 | 图片 |
| ---------------------- | ---- | -------- | --------------------------- | ------- | ---- | ---- |
| 玛丽皇后二号           | 2003 | 2004至今 | 游轮 官网标注为 cruise ship | 149,215 | 现役 |      |
| 内燃机船维多利亚女皇号 | 2007 | 2007至今 | 游轮                        | 90,049  | 现役 |      |
| 内燃机船伊丽莎白皇后号 | 2010 | 2010至今 | 游轮                        | 90,901  | 现役 |      |

## 其他郵輪品牌
- 嘉年華郵輪
- 歌詩達郵輪船隊
- 卡納德郵輪
- 荷美郵輪
- 伊比羅郵輪（英语：Ibero Cruises）
- 鐵行郵輪
- 澳洲鐵行郵輪（英语：P&O Cruises Australia）
- 公主郵輪
- 璽寶郵輪（英语：Seabourn Cruise Line）
- 海洋村郵輪（英语：Ocean Village (company)）

## 延伸阅读
- Oldham, Wilton J., The Ismay Line: The White Star Line, and the Ismay family story, The Journal of Commerce, Liverpool, 1961

## 外部連結
- http://www.cunardline.cn/ （页面存档备份，存于） （中文官方網站）